# Mandenovia
Mandenovia là chi thực vật có hoa trong họ Apiaceae.